# Храм Святой Троицы (Баня-Лука)
Храм Святой Троицы (серб. Храм Свете Тројице), известный также под названиями Троицкий собор или церковь Святой Троицы (серб. Црква Свете Тројице) — храм Сербской православной церкви, расположенный в Баня-Луке на аллее Святого Саввы, неподалёку от городского стадиона. Являлся кафедральным храмом Баня-Лукской епархии до 2009 года, когда был освящён Храм Христа Спасителя, ставший новым кафедральным храмом епархии.

## Предыстория
В 1925—1929 годах в Баня-Луке был возведён православный собор Троицы Живоначальной по проекту Душана Ивановича (площадь Сербских правителей, дом 3). Этот храм был крупнейшим в Баня-Луке в предвоенные годы.
В апреле 1941 года в результате немецкой бомбардировки храм был разрушен, а вскоре разобран новыми хорватскими усташскими властями, считавшими православие враждебной конфессией. Всё православное население Баня-Луки было поражено в правах, а многие православные священники были брошены в тюрьмы. Епископ Баня-Лукский Платон отказывался уходить из города, не желая оставлять в беде местное население, за что был убит усташами.

## Строительство
После освобождения Югославии от немцев новые коммунистические власти не дали разрешения на восстановление храма, а возвели на его месте памятник погибшим в войну партизанам. В связи с этим восстановление утраченного храма пришлось вести на другой территории.
Храм Святой Троицы был построен в 1963—1969 годах на аллее Святого Саввы, недалеко от городского стадиона. Он очень напоминает внешне собор Троицы Живоначальной (вытянутые вверх формы и полосатые стен), но отличается архитектурно — ниже и компактнее. Угловые купола расположены ближе к центру, каменная пластика скромнее.
До 2009 года храм Святой Троицы считался кафедральным храмом Баня-Луки, пока не был освящён Храм Христа Спасителя, по архитектуре также напоминавший утраченный храм. В настоящее время он носит статус придворного храма Баня-Лукской епархии. В 100 м от него находится кафедральный собор Святого Бонавентуры: вид на каждый из этих храмов открывается из дворов друг друга.

## Галерея

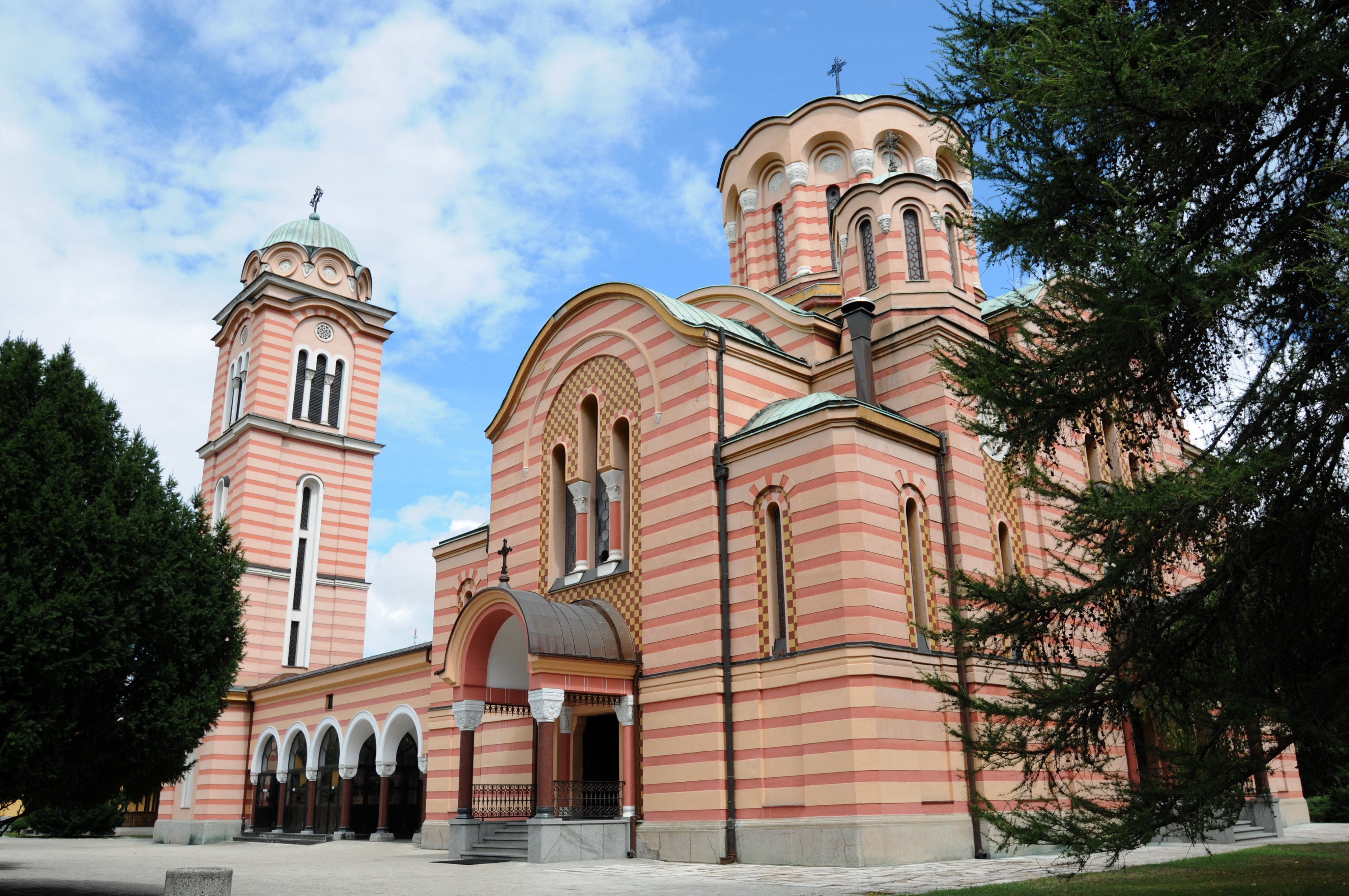
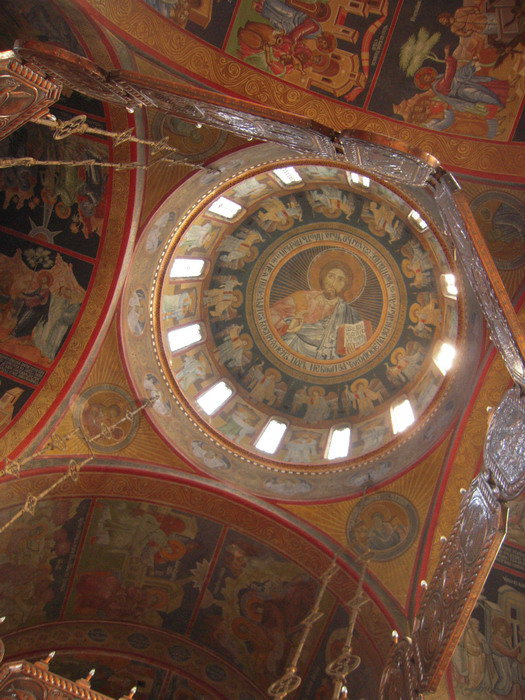
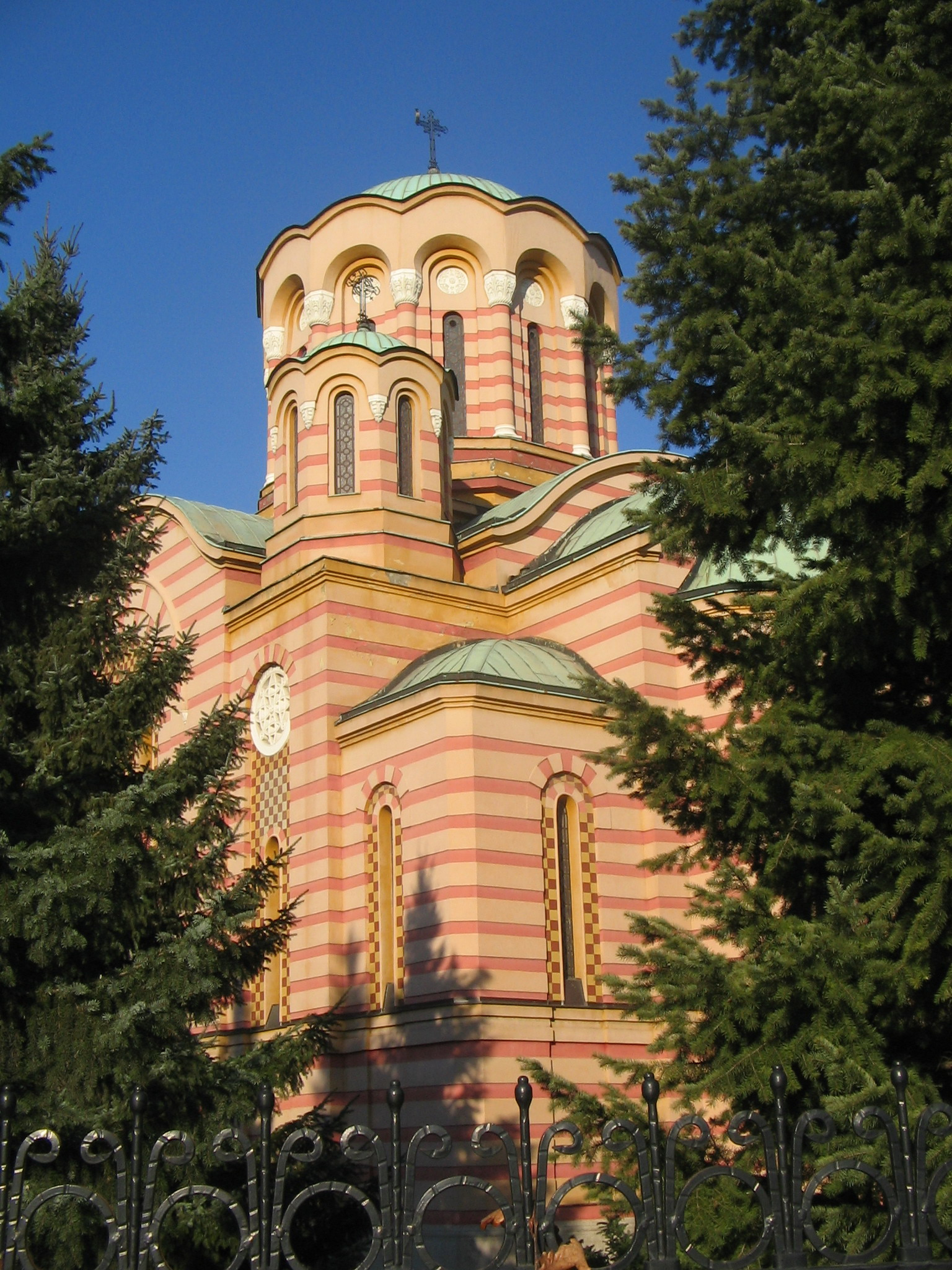
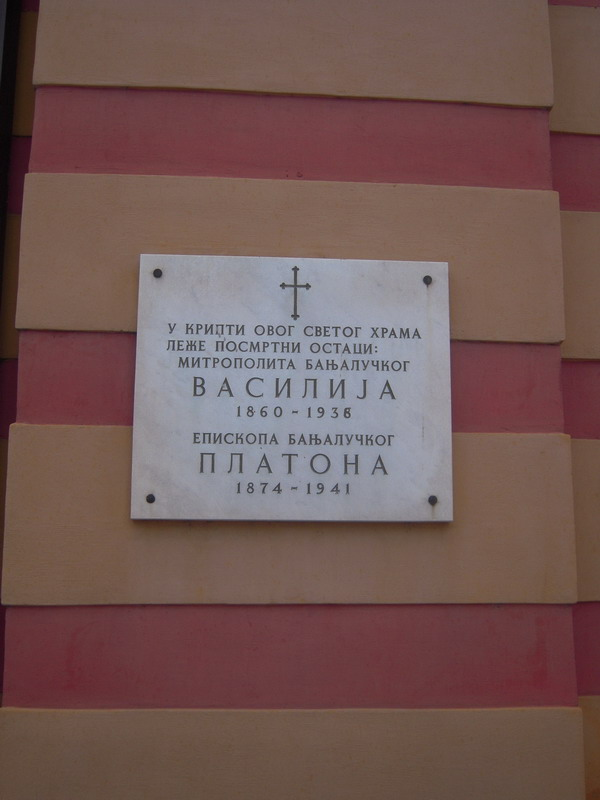
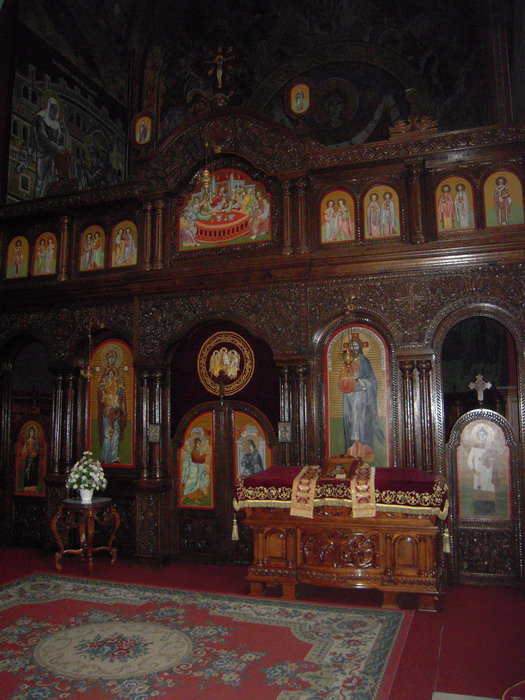
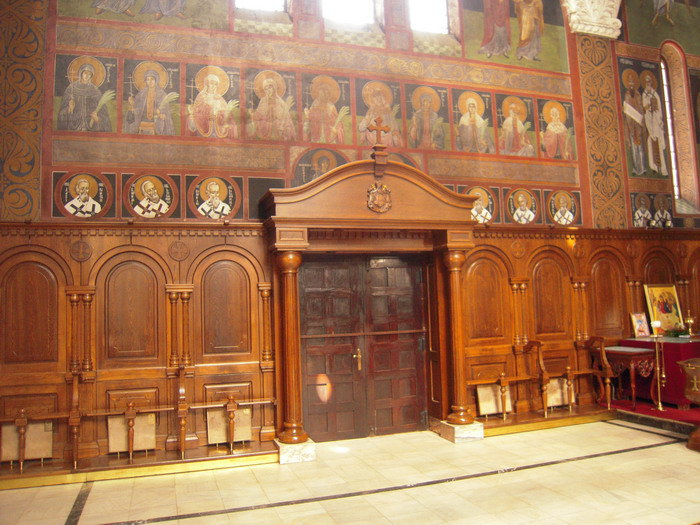
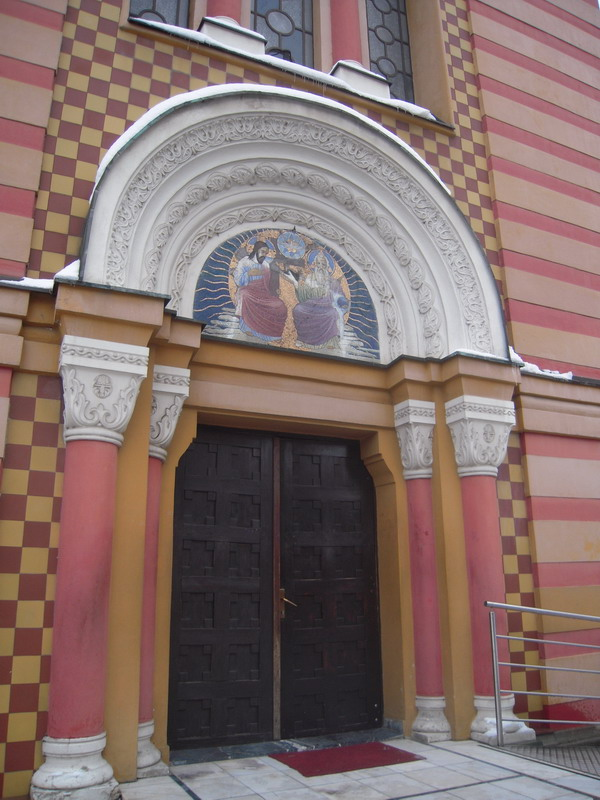
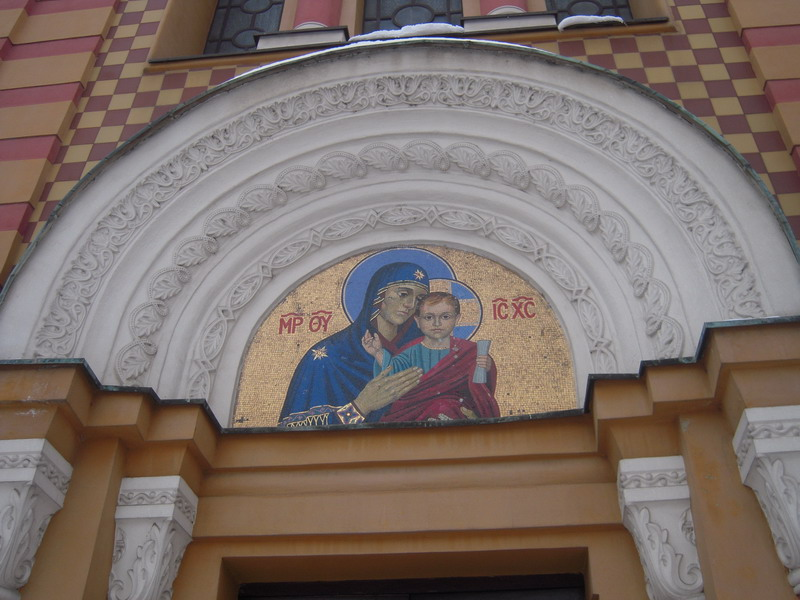
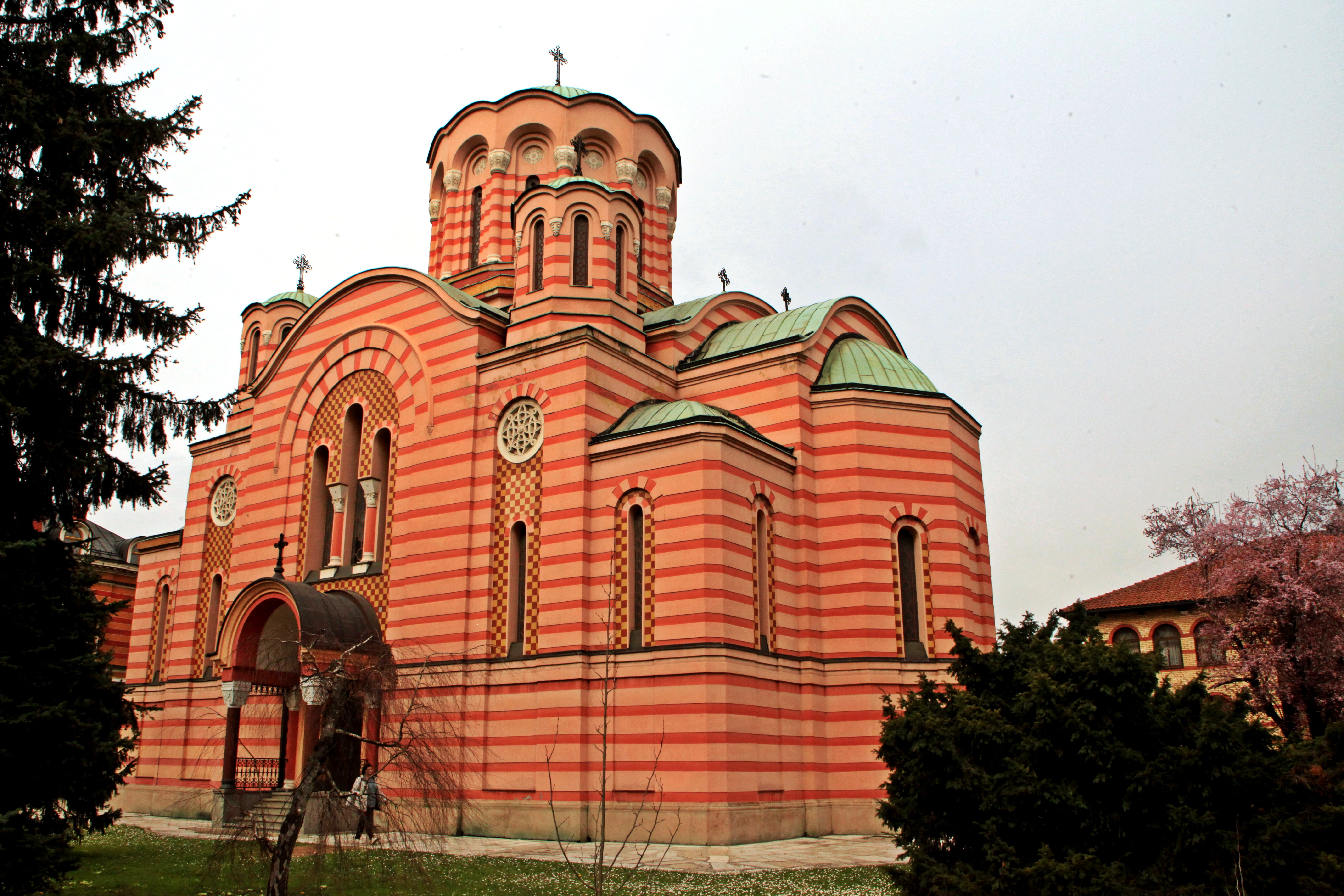
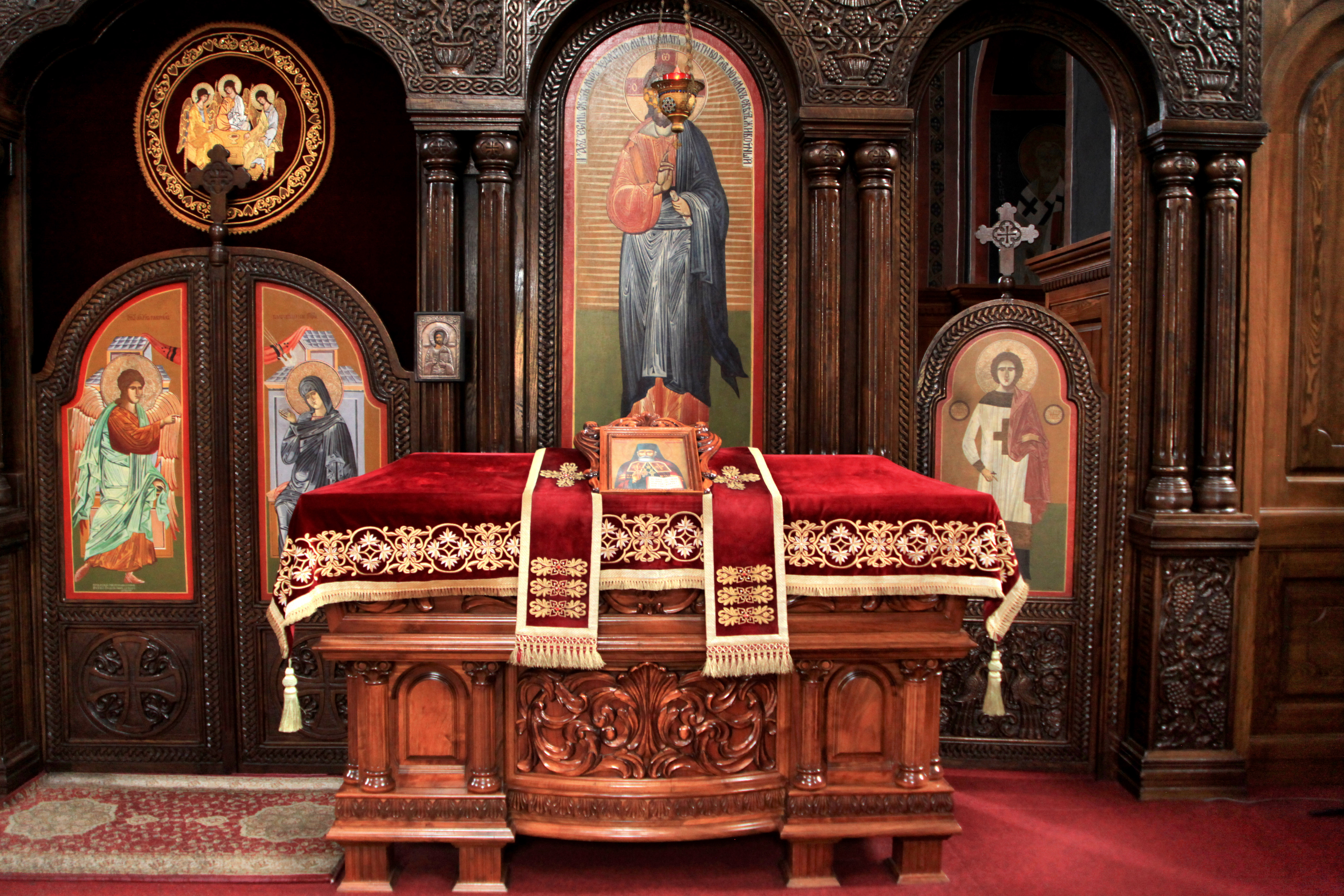
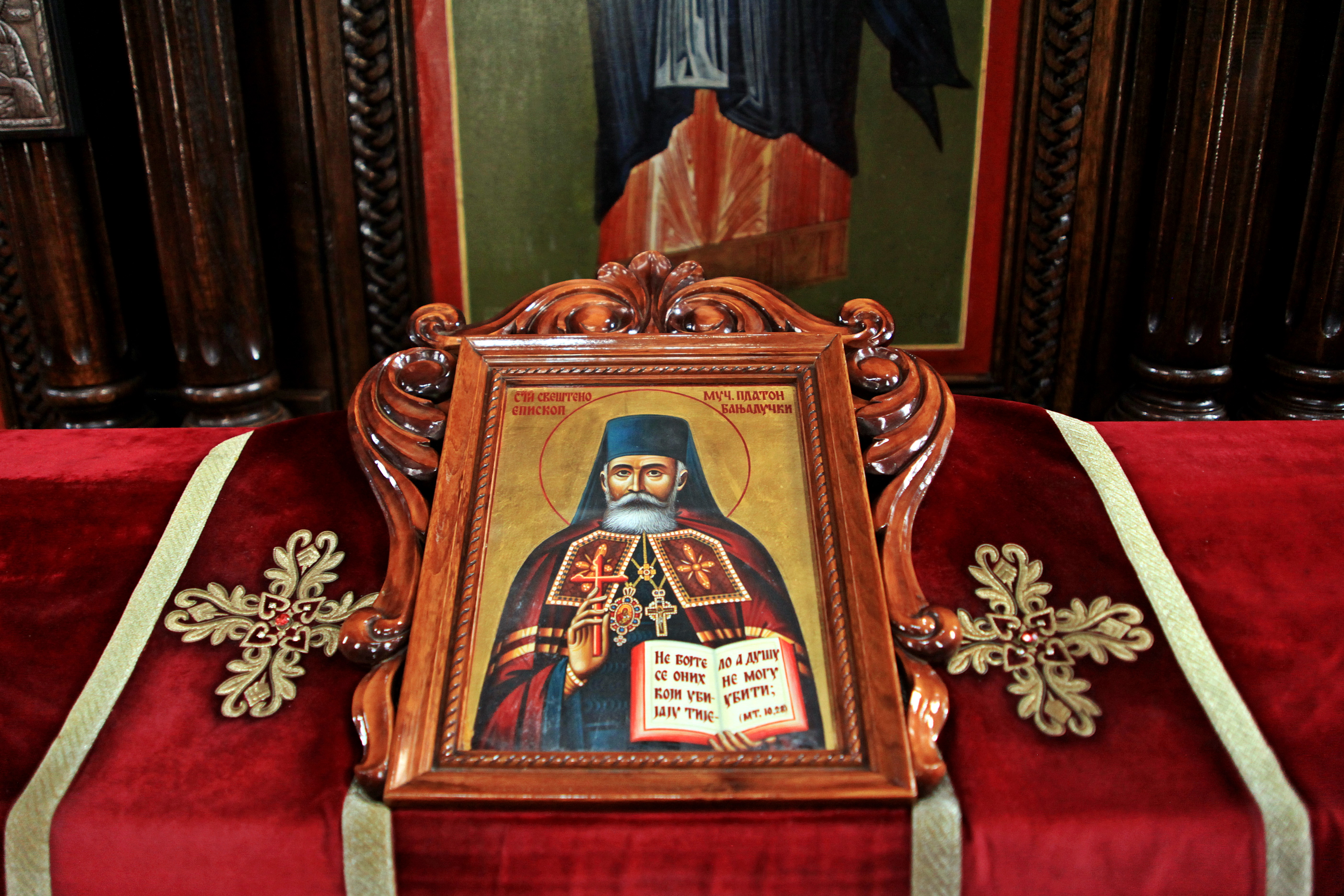
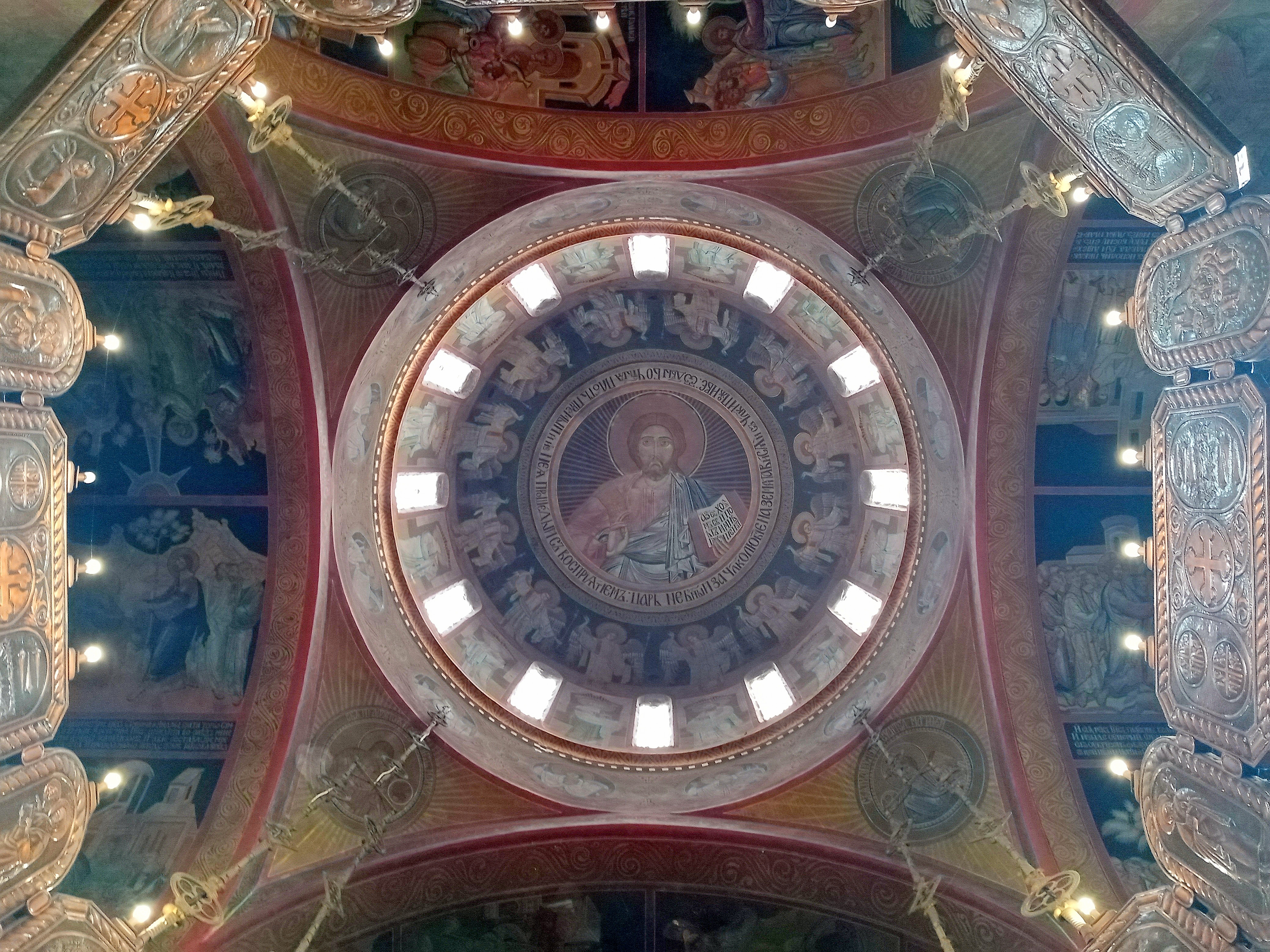